# Fréquence3
 (octobre 2017).
Si vous disposez d'ouvrages ou d'articles de référence ou si vous connaissez des sites web de qualité traitant du thème abordé ici, merci de compléter l'article en donnant les références utiles à sa vérifiabilité et en les liant à la section « Notes et références ».
Fréquence 3 (anciennement Europe3) est une webradio associative française,, créée le 15 avril 2001 par Alexandre Martinat (Alex), sur les bases d'Europe 3. Du fait de son ancienneté et totalisant environ un million d'auditeurs mensuels dans le monde, elle est souvent considérée comme pionnière dans le milieu des webradios. À l'époque, seul une poignée d'auditeurs écoutaient les émissions de cette radio qui n'en était alors qu'à ses débuts. En 2002, de nouveaux serveurs ont permis à la radio d'avoir une meilleure audience et elle pût accueillir ses premiers invités. La radio alors basée en Belgique fût rapatriée en France. Finalement en 2003, la radio se diversifie et commence à connaitre un certain succès.

## Historique
- Si vous ne connaissez pas le sujet, laissez ce bandeau (vous pouvez alors contacter les auteurs).
- Si vous supprimez le contenu mis en cause (vous pouvez préalablement contacter les auteurs),

argumentez précisément cette suppression dans la page de discussion
(un manque de référence n'est pas un argument ; une recherche réelle de référence doit avoir été effectuée, être formellement documentée).
En 1998, Alexandre Martinat diffuse les samedis soirs une émission hebdomadaire. Mickael Clavier, Christophe Riffet, Amélie Bouard et Claire Bonnafoux rencontrent Alexandre et se lancent dans un projet de réalisation d'une radio 24h/24.[réf. nécessaire]
Fréquence 3 naît le 15 avril 2001 à l’initiative du groupe précédent, sur les bases d’une première webradio nommée Europe 3. Elle fut ensuite renommée Fréquence 3, le premier nom étant déjà déposé. À cette époque, seulement 30 auditeurs peuvent écouter simultanément la radio. Quelques émissions composent la grille des programmes et les premiers événements couverts se déroulent sur Internet.[réf. nécessaire]
En 2002, la radio se développe sur le plan technique avec l’apparition de nouveaux serveurs d’écoute. L'antenne sort de ses studios pour couvrir des événements en extérieur (LANs), et accueille ses premiers invités. L’interactivité est renforcée avec la possibilité pour les auditeurs d’appeler en direct. L’association Fréquence 3, basée en Belgique, est rapatriée en France.[réf. nécessaire]
En 2003, la station diversifie ses invités et les couvertures d’événements (festivals musicaux, LANs, événements Internet…). En 2006, Fréquence 3 a couvert la Gamers Assembly avec 68 heures de direct, les Solidays et les Vieilles Charrues.[réf. nécessaire]
C'est sous son impulsion que le 14 mars 2006 l'association nationale des webradios France Webradios est créée pour une meilleure reconnaissance de leur média.
Fréquence 3 a lancé le 21 juin 2006 un deuxième flux musical, « F3 - Only 90’s », avec un programme uniquement composé de titres des années 1990.
En octobre 2006, Fréquence 3 obtient une diffusion nationale bien au-delà de sa diffusion via le portail Frequence3.fr au travers du canal 99 proposé sur le service Freebox de Free.
En janvier 2007, Nicolas Moulin, Secrétaire depuis 2005, remplace Alexandre Martinat au poste de Président de l'association.
Depuis le 15 février 2007, Fréquence 3 assure la diffusion de la radio de l'École supérieure de journalisme de Paris. Appelée « Frequence ESJ » elle reprend la programmation de sa grande sœur Fréquence 3 en rajoutant de l'info et un univers décalé.
Le 3 mars 2007, l'association déménage ses studios au cœur de l'ESJ de Paris regroupant toutes ses activités dans des locaux plus grands.
Le 2 juillet 2007, Alexandre Martinat démissionne de ses fonctions de directeur d'antenne. C'est Alexis Thiebaut, alors coordinateur d'antenne, qui le remplace à la direction d'antenne.
En janvier 2008, Benjamin Poulin, dans l'association depuis plusieurs années, a été élu au poste de Président de l'Association.[réf. nécessaire]
Le 15 mai 2008, lancement de F3 - Mixarena, la radio électro et E-sports de l'association Fréquence 3, sur les cendres et avec l'équipe de CXRadio.
Le 24 mai 2008, après 7 années d'utilisation, le claim, "Une Rafale de Tubes" devient "Hits On Line". Le logo F3 évolue et se modernise.
Le 6 juillet 2008, Alexis Thiebaut démissionne de ses fonctions de directeur d'antenne. C'est Vincent Tabard et Stéphane Liger qui le remplacent à la direction d'antenne.
À la suite de dissensions dans l'équipe et un rachat avorté, Benjamin Poulin démissionne de ses fonctions de Président le 6 juillet 2009.[réf. nécessaire]
Le 7 septembre 2009, Alexandre Martinat reprend ses fonctions au sein de la webradio en tant que programmateur et animateur en nommant deux responsables antenne et un coordinateur, Nikko et Ludo. Il reprend sa tranche historique, du lundi au jeudi, une émission de dédicaces en direct de 21h à 22h. Une nouvelle équipe, nouveaux animateurs, nouveaux DJ's. Une nouvelle émission fait également son apparition sur la grille antenne juste après Alex le soir, "Le Golden Show" en direct avec Nikko, Blow Coxx et Skills débauchés de C9 Radio. Pour ce renouveau, la webradio lance un nouveau slogan : "The Real Radio" avec comme concept de prendre l'antenne dans plusieurs villes de France.
En avril 2010, durant l'Assemblée Générale, Alexandre Martinat reprend également son poste de Président de l'association après un vote des adhérents.
À la rentrée 2011, Fréquence 3 lance sa nouvelle libre antenne hebdomadaire, "Le Big Show" après l'arrêt du Golden Show.
Cette émission est assurée tous les dimanches de 20h à 22h et retrace toute l'actualité de la semaine (news, people, musique, insolites) et reçoit chaque semaine les artistes qui font l'actualité (M. Pokora, Shy'm, Alex Goude, Jean Marc Morandini, Baptiste Giabiconi...)
Durant la première saison, le Big Show fut animé par Flo, Memez, Jessie, Tibo et David. À la rentrée 2012, Jessie et David sont remplacés Par Aurélie et Jo.
En avril 2015, Fréquence 3 intègre le Panel+ Web de Yacast et lance pour la toute première fois en France un flux au format FLAC, codec libre de compression audio sans perte.
En 2016, Alex et Ludo recrutent un des animateurs fort de 3 saisons sur l'antenne, Laurent (Low Rent) pour les épauler sur la gestion de l'antenne.
À la fin de l'été 2017, après 9 années à gérer le quotidien de la radio, Ludo quitte ses fonctions de coordinateur général. C'est Laurent qui prend alors le relais, pour assurer une continuité de fonctionnement.
La saison 2017-2018 de Fréquence 3 se veut être un tournant dans l'offre digitale proposée, avec, entre autres projets, un nouveau site web, de nouvelles applications mobiles, et une interaction accrue avec l'auditeur. La radio compte alors une équipe musclée de 29 membres bénévoles, dont 11 animateurs et 6 DJ.
Laurent quitte ses fonctions au sein de l'association au milieu de l'année 2018. Un des animateurs, François, prendra alors le relais de la coordination de l'antenne un an plus tard, toujours aux côtés d'Alexandre Martinat.
La saison 2019-2020 est marquée par le retour à l'antenne d'Alex tous les soirs en direct, renforçant la communication et l'interaction avec les auditeurs. De nombreuses "power intros" (musique identifiant la radio) font leur apparition à l'antenne, fluidifiant les différents enchaînements entre les morceaux. Un nouveau site web se voulant innovant grâce entre autres à l'écoute d'extraits musicaux des titres passés est également de la partie.
L'équipe compte alors 10 animateurs, 6 DJs, 3 producteurs audio, 1 graphiste, 1 développeur web, 1 développeur mobile et de nombreux membres participant ponctuellement dans le cadre de festivals. Tous sont bénévoles.
En 2020, en prévision de l'arrivée de la radio Générations (radio) d'Espace Group en DAB+ sur son bassin de diffusion, la radio locale associative Génération FM, gérée par Alexandre Martinat reprend le nom et l'habillage Fréquence 3. Elle diffuse un flux différent de la Webradio mais sa programmation musicale est similaire. Elle émet depuis Château-Renault et jusqu'au nord de Tours.

## Structure
- Si vous ne connaissez pas le sujet, laissez ce bandeau (vous pouvez alors contacter les auteurs).
- Si vous supprimez le contenu mis en cause (vous pouvez préalablement contacter les auteurs),

argumentez précisément cette suppression dans la page de discussion
(un manque de référence n'est pas un argument ; une recherche réelle de référence doit avoir été effectuée, être formellement documentée).
Fréquence 3 est un composée d'une équipe de personnes bénévoles, adhérents de l'association. Les cotisations représentent la première source de revenu de la webradio.
Les adhérents de l'association ont développé leur propre magazine, traitant aussi bien de l'actualité de la radio que l'actualité musicale, « Fréquence 3 : le webzine ». Anciennement nommé « Fréquence'Mag », il a dû, à l'instar de la radio, changer de nom à son sixième numéro pour des problèmes de droits. Le webzine totalise plus de 75 000 téléchargements en deux ans d'existence. Ce magazine n'est plus d'actualité aujourd'hui car aucun adhérent n'est volontaire pour continuer à le faire vivre.

## Programmation
La programmation musicale est principalement pop/rock et dance, se rapprochant de radios comme NRJ et Europe 2 avec toutefois une proportion de titres dit « Golds » supérieure. La radio, du fait de sa diffusion internationale et de sa forte audience à l'étranger, mise principalement sur les émissions dites de flux (beaucoup de musique, peu d'interventions). Deux rendez-vous quotidiens de talk en direct sont néanmoins mis en place à la rentrée 2019, affirmant la volonté de la direction de proposer une interaction toujours plus accrue avec les auditeurs[source secondaire nécessaire] (passages à l'antenne, proposition de morceaux, jeux sur les réseaux sociaux, etc).